# Jurij Isakow
Jurij Borisowicz Isakow, ros. Юрий Борисович Исаков (ur. 30 grudnia 1949 w Swierdłowsku, ob. Jekaterynburg, zm. 29 września 2013 tamże) – radziecki lekkoatleta, skoczek o tyczce, medalista mistrzostw Europy z 1974.
Isakow zwyciężył w skoku o tyczce na europejskich igrzyskach juniorów w 1968 w Lipsku. Zajął 4. miejsce w tej konkurencji na europejskich igrzyskach halowych w 1969 w Belgradzie. Zakwalifikował się do finału mistrzostw Europy w 1969 w Atenach, ale nie zaliczył w nim żadnej wysokości.
Zdobył brązowy medal na halowych mistrzostwach Europy w 1971 w Sofii. Na mistrzostwach Europy w 1971 w Helsinkach zajął 7. miejsce. Zajął 4. miejsce na halowych mistrzostwach Europy w 1972 w Grenoblev.
Zajął 2. miejsce (ex aequo z Terrym Potterem ze Stanów Zjednoczonych) na uniwersjadzie w 1973 w Moskwie, przegrywając jedynie z François Tracanellim z Francji. Na halowych mistrzostwach Europy w 1974 w Göteborgu zajął 9. miejsce.
Na mistrzostwach Europy w 1974 w Rzymie Isakow wywalczył brązowy medal. Zajął 5. miejsce na halowych mistrzostwach Europy w 1975 w Katowicach. Wystąpił na igrzyskach olimpijskich w 1976 w Montrealu, ale nie zaliczył żadnej wysokości w kwalifikacjach.
Dwukrotnie poprawiał rekord ZSRR w skoku o tyczce doprowadzając go do wyniku 5,41 m (12 lipca 1973 w Moskwie).
Był mistrzem ZSRR w 1969 i 1973 oraz wicemistrzem w latach 1970, 1972 i 1974-1976.
Jego rekord życiowy wynosił 5,50 m i pochodził z 1977.
Zakończył karierę sportową w 1980. Później służył w Armii Radzieckiej, dochodząc do stopnia podpułkownika.